# رالف فيلتون
رالف فيلتون (بالإنجليزية: Ralph Felton)‏ هو لاعب كرة قدم أمريكية أمريكي، ولد في 21 مايو 1932 في ميدواي ‏ في الولايات المتحدة، وتوفي بنفس المكان في 22 يناير 2011.

## وصلات خارجية
- رالف فيلتون على موقع مرجع كرة القدم المحترفة.كوم (الإنجليزية)